# 131 Vala
A 131 Vala a Naprendszer kisbolygóövében található aszteroida. Christian Heinrich Friedrich Peters fedezte fel 1873. május 24-én.